# Les Films 13
Les Films 13, fondés par Claude Lelouch en 1960, est une société française de production et de distribution de cinéma D'abord située dans le 10e arrondissement de Paris (boulevard de Strasbourg), elle est située, depuis 1968, 15 avenue Hoche, dans le 8e arrondissement de Paris. À cette adresse, se situe également le Club 13 (créé par Claude Lelouch) : deux salles de projection privées, ainsi qu'un restaurant ouvert tous les midis en semaine. Depuis le 13 septembre 2017, le Club 13 est géré par Moma Group.

## Filmographie
- 1961 : Le Propre de l'homme
- 1964 : Une fille et des fusils
- 1965 : Les Grands Moments
- 1966 : Un homme et une femme
- 1968 : Les Gauloises bleues
- 1968 : Treize jours en France
- 1969 : Un homme qui me plaît
- 1969 : L'Américain
- 1969 : La Vie, l'Amour, la Mort
- 1970 : Une infinie tendresse
- 1970 : Le Maître du temps
- 1970 : Le Clair de terre
- 1970 : Camarades
- 1971 : Smic, Smac, Smoc
- 1971 : Ça n'arrive qu'aux autres
- 1972 : L'aventure c'est l'aventure
- 1973 : Türkiye
- 1973 : La Bonne Année
- 1973 : Un homme libre
- 1973 : Le Far West
- 1974 : Toute une vie
- 1974 : Mariage
- 1975 : Le Chat et la Souris
- 1976 : Le Bon et les Méchants
- 1976 : Si c'était à refaire
- 1977 : Un autre homme, une autre chance
- 1978 : Robert et Robert
- 1978 : Molière
- 1979 : À nous deux
- 1980 : Alors... Heureux ?
- 1981 : Les Uns et les Autres
- 1983 : Édith et Marcel
- 1984 : Viva la vie
- 1986 : Attention bandits !
- 1986 : Un homme et une femme : Vingt ans déjà
- 1987 : Cayenne Palace
- 1988 : Itinéraire d'un enfant gâté
- 1990 : Il y a des jours... et des lunes
- 1992 : La Belle Histoire
- 1993 : Tout ça… pour ça !
- 1994 : Le Voleur et la Menteuse
- 1995 : Les Misérables
- 1996 : Hommes, femmes, mode d'emploi
- 1999 : Une pour toutes
- 2002 : And Now... Ladies and Gentlemen
- 2002 : 11'09"01 - September 11
- 2004 : Les Parisiens
- 2005 : Le Courage d'aimer
- 2006 : Nos amis les Terriens
- 2007 : Roman de gare
- 2007 : Entre adultes
- 2010 : Ces amours-là
- 2011 : D'un film à l'autre (documentaire)
- 2014 : Salaud, on t'aime
- 2015 : Un plus une
- 2017 : Chacun sa vie
- 2019 : La Vertu des impondérables